# Manuel Hegen
Manuel Hegen (* 23. November 1992 in Ulm) ist ein deutscher Fußballspieler.

## Karriere

### Verein
In der Jugend spielte Hegen zunächst für den FC Illerkirchberg und den TSV Neu-Ulm. 2006 wechselte er vom SSV Ulm 1846 zur Jugend des VfB Stuttgart. Mit den B-Junioren der Stuttgarter wurde Hegen in der Saison 2008/09 Deutscher U-17-Meister.
Bereits als A-Jugendlicher gab Hegen am 26. Februar 2011 am 26. Spieltag der Saison 2010/11 für die zweite Mannschaft des VfB Stuttgart in der 3. Profi-Liga gegen Werder Bremen II sein Profidebüt.
Am 13. April 2011 zog sich Hegen während eines Spiels im WFV-Pokal der A-Junioren gegen die SV Böblingen einen Kreuzbandriss zu.
Zum Ende der Saison 2011/12 verließ Manuel Hegen den VfB Stuttgart und absolvierte im Juli 2012 ein Probetraining beim niederländischen Zweitligisten SC Veendam. Verpflichtet wurde er nicht. Am 31. Januar 2013 unterzeichnete Manuel Hegen bei der SG Sonnenhof Großaspach einen bis Ende Juni 2015 datierten Vertrag. 2014 kehrte er zum SSV Ulm 1846 zurück.

### Nationalmannschaft
Hegen spielte unter anderem für die deutsche U-16-Nationalmannschaft und belegte im März 2008 bei einem internationalen Turnier in Frankreich den dritten Platz.